# Deus Ex: Human Revolution
Deus Ex: Human Revolution es el tercer videojuego de la serie de videojuegos de rol y acción en primera persona Deus Ex. Es la precuela de Deus Ex. Ha sido desarrollado por la empresa Eidos Montréal.
Warren Spector y Harvey Smith, los directores creativos de los dos primeros juegos, no participan en el proyecto. El aspecto visual de esta entrega es una combinación de estéticas cyberpunk y renacentistas, resultando en un mundo barroco-futurista.
El juego tiene lugar durante el año 2027, 25 años antes de Deus Ex. Las mejoras nanotecnológicas aún no han sido desarrolladas, siendo la biomecánica la tecnología en alza. Un científico llamado Darrow ha descubierto la tecnología de los aumentos (sustitución de partes del cuerpo por piezas robóticas informatizadas), lo que ha creado una nueva sociedad, con personas capaces de hacer cosas que antes eran impensables. Sin embargo, también han surgido problemas como superpoblación, pobreza, pérdida de oportunidades de los no aumentados, grandes oposiciones éticas y religiosas y, especialmente, la dependencia que tienen los aumentados de la Neuropocina, una cara droga que impide el rechazo a los aumentos y que es controlada mundialmente por grandes corporaciones. Así pues, son constantes las peticiones de grupos como el "Frente por la Humanidad" que piden que el Congreso y la ONU legislen sobre los aumentos mientras que ciertos grupos terroristas recurren a acciones violentas.

## Jugabilidad
En los juegos de la serie, las mejoras (aumentos) son modificaciones corporales que permiten al usuario proezas sobrehumanas. Mientras que las mejoras en los dos primeros juegos eran nanotecnológicas, Human Revolution sucede antes que ambos y presenta mejoras mecánicas. Estas se dividen en cuatro tipos: Combate, Sigilo, Tecnología y Social. Usando habilidades y mejoras sociales, y sigilo, el jugador es capaz de pasar el juego entero matando solo a los enemigos finales.
Cada escuadra enemiga tendrá un líder identificable que dirigirá las acciones del grupo. Si el líder es eliminado, la escuadra se desorganiza. Los enemigos reaccionarán a las decisiones del jugador cambiando su comportamiento, sus armas, etc.
Al contrario que en Invisible War, las armas dispararán distintos tipos de munición en vez de alimentarse todas de un cargador común. Además podrán ser mejoradas para adaptarse mejor al jugador.
En un cambio controvertido con respecto a los juegos anteriores, Human Revolution usará un sistema de salud regenerativo. Este cambio fue realizado porque los desarrolladores no querían que los jugadores se encontraran en una situación donde fueran incapaces de progresar debido a la baja salud, forzando a que "forrajearan los botiquines". Veían este forrajeo como algo que rompía el flujo del juego, cuando uno se retiraba a buscar suministros médicos por todo el nivel. Creían que el sistema de salud regenerativo fomentaban las retiradas tácticas pero no hasta el punto de romper el flujo del juego.
Human Revolution es principalmente un juego en primera persona, pero presenta un punto de vista en tercera persona contextual al usar el sistema de cobertura, ciertas mejoras o movimientos especiales de asesinato.

## Argumento
El personaje principal, Adam Jensen (Elias Toufexis), es el jefe de seguridad de las Industrias Sarif, compañía líder especializada en estos aumentos. Después de presenciar un escalofriante ataque a su compañía, que le deja horriblemente herido y forzado a someterse sin su consentimiento a una operación de mejora para sobrevivir, "la conspiración comienza". El jugador visitará cinco ciudades durante el juego, incluyendo Detroit, Henghsa y Montreal. Adicionalmente, el protagonista tendrá su propio apartamento donde puede guardar los secretos e información obtenidos. Los eventos en este juego conducirán a la formación de la UNATCO del juego original.
La historia comienza el día en que las instalaciones centrales de Sarif (empresa fabricante de aumentos) son atacadas coincidiendo con un tenso momento social y político a causa de las intenciones de la ONU y del Congreso de los Estados Unidos de regular legalmente la tecnología de los aumentos. Adam Jensen, ex SWAT contratado por David Sarif como jefe de seguridad, trata de impedir el ataque pero es asesinado mientras ve cómo los terroristas matan (aparentemente) a la Doctora Megan Reed (compañera sentimental de Jensen) y a otros científicos. Por razones no demasiado claras, David Sarif invierte mucho dinero y la última tecnología de Sarif en traer de nuevo a la vida a Jensen, cosa que consigue mediante el implante de numerosos aumentos en todo su cuerpo. Seis meses después del ataque, Jensen regresa al Sarif y junto con el propio David comienza a investigar sobre el ataque. Las pistas le llevan en principio a sospechar del "Frente por la Humanidad", organización prohumanista y de tintes religiosos creada y dirigida por Bill Taggart, opuesta a los aumentos, hasta que descubre que los atacantes recurrieron tanto a soldados de los cuerpos de fuerzas especiales como a individuos aumentados.
Paralelamente, Jensen se percata que Sarif estuvo recurriendo a los servicios de un investigador privado para indagar en su pasado, descubriendo que en realidad fue adoptado. Con esta información, Jensen viaja a Hensha (China), una ciudad dividida propia de una nación en vías de desarrollo donde la riqueza y prosperidad se da la mano con la delincuencia y la decadencia, y donde espera encontrar respuestas. En primer lugar visita el domicilio de uno de los atacantes, y allí descubre numerosas pistas que apuntan a TYM, la empresa china rival de Sarif. Tras atacar las fuertemente protegidas instalaciones de dicha empresa, Jensen se encuentra con la presidenta de TYM, que le dice que en efecto colaboró en el ataque pero solo por orden de "ellos", un gobierno mundial secreto que controla el mundo desde la sombra y que contactaron con ella a través de Picus, la mayor agencia de noticias y comunicaciones del mundo.
Jensen luego viaja hasta la sede de dicha empresa ubicada en Montreal (Canadá), solo para descubrir que esta está controlada por una IA que, desde internet a la televisión, controla el tráfico de noticias (y por lo tanto la opinión pública) de todo el planeta (en principio fue creada por el dicho gobierno en la sombra, si bien con el tiempo desarrolló conciencia propia). Tras una dura batalla dialéctica, Jensen logra que dicha IA acceda a ayudarle, por lo que esta le informa que tanto Megan como los demás científicos siguen vivos, solo que ahora trabajan en instalaciones secretas para la organización que les mantiene recluidos. Mientras tanto, la tensión crece. En las calles de todo el mundo se suceden manifestaciones violentas a favor y en contra de los aumentos, que la policía y el ejército apenas pueden contener, mientras que se registran misteriosos fallos de los mismos a nivel mundial. De vuelta a Detroit, Jensen pide explicaciones a Sarif y este le dice que esa sociedad secreta ha estado gobernando el mundo desde las sombras desde hace siglos (siendo conocidos en algunos contextos como los "Illuminati") empleando su poder para mantener bajo control los cambios tecnológicos y sociales de la humanidad, y que ahora tratan de usar la tecnología de los aumentos en su beneficio. Asimismo, Adam investiga por su cuenta y descubre que la investigación de Megan era más importante de lo que se pensaba y que ella y Sarif pensaban cambiar el mundo con ella. Así mismo, y con respecto a las investigaciones de Sarif sobre su pasado, Jensen se percata que antes de ser adoptado pasó su infancia siendo sometido a pruebas en un laboratorio secreto.
Una nueva pista revela la vinculación al ataque del Dr. Sandoval, brazo derecho de Taggart y cofundador del Frente por la Humanidad. Cuando habla con él, este le confiesa que los científicos fueron enviados a unas instalaciones secretas en Hengsha. Jensen se traslada a la ciudad china solo para descubrir que tanto los científicos como las investigaciones fueron recientemente trasladados a un complejo secreto en Singapur. En ese momento se da un fallo a nivel mundial de todos los aumentos dejándolos en muchos casos inservibles, si bien gracias a la ayuda de Sarif ya que posee los últimos adelantos tecnológicos, Jensen sale de la situación prácticamente indemne, tanto Sarif como Darrow (creador de la tecnología de los aumentos e íntimo amigo de Sarif) sospechan que este fallo mundial está relacionado con los Illuminati y la investigación de Megan.
Cuando llega a Singapur, Jensen descubre el complejo y tras una dura batalla en la que logra acabar con la vida de los responsables del ataque a Sarif, a costa de arriesgar la propia y quedar herido, rescata a Megan y a los demás científicos. En ese momento, Jensen mantiene una conversación con esta sumamente reveladora. Al parecer, tiempo atrás y durante una investigación rutinaria, Megan descubrió algo raro en el ADN de Jensen. Aparentemente, había nacido con una mutación extraña en sus genes que le hacían inmune a cualquier rechazo a los implantes tecnológicos y que le daban la capacidad de simbiotizar su organismo con elementos cibernéticos. En otras palabras, Jensen era el siguiente eslabón en la cadena evolutiva, el primer humano genéricamente idóneo para fusionarse con los implantes cibernéticos. Así pues, esta investigación reportó numerosos avances en la tecnología de los aumentos, desde planes para su implantación en fetos humanos a la creación de sistemas que permitiesen manejar por control remoto todos los aumentos del mundo (esto último ha sido hecho precisamente por los Illuminati, lo que explica los fallos a nivel mundial). Jensen y Megan descubren entonces una nueva orden de control remoto, esta vez lanzada no por los Illuminati si no por Darrow (quien les ha robado la tecnología), y no para desconectar los aumentos, sino para volver locos a sus poseedores. Al descubrir esto, Jensen acude al epicentro de la emisión, Pancaya, una isla artificial construida por Darrow en el Polo Norte. Cuando le encuentra, Darrow le explica que los Illuminati secuestraron a Megan porque querían usar los aumentos para controlar a toda la humanidad. Su objetivo es que la crisis resultante de un catastrófico fallo generalizado a nivel mundial de los aumentos, que vuelvan locos o incluso maten a sus poseedores, destruya la sociedad actual (y con ella a los Illuminati) e impulse a los humanos a crear un nuevo mundo que no reproduzca los errores del pasado. Jensen le convence de la locura de su plan y finalmente Darrow le dice cómo desactivar la señal, si bien para eso ha de derrotar a un poderosos sistema robótico de seguridad controlado por una IA llamado Proyecto HYRON. Jensen logra derrotar a HYRON en una durísima batalla y llega a la sala de emisiones, en donde desactiva la emisión letal. En ese momento tiene a elegir cuatro opciones finales:
1. Enviar a los aumentados una señal informándoles que todo ha sido un fallo técnico (opción de Taggart). Esto favorecería la creación de leyes que controlasen la tecnología de los aumentos y daría el poder a los Illuminati, quienes seguirían gobernando el mundo desde las sombras. Como el propio Taggart dice "si llevan tanto tiempo haciéndolo es posible que no sean tan malos".
2. Enviar una señal diciendo que todo ha sido una trampa de los anti-aumentos (opción de Sarif). Esto favorecería a las compañías de aumentos y robaría el poder lentamente a los Illuminati. Asimismo, esta opción supondría el surgimiento de una época de crecimiento tecnológico sin trabas que llevaría a la humanidad a metas insospechadas.
3. Enviar una señal con toda la información sobre la verdad y sobre los Illuminati (opción de Darrow/por defecto). La humanidad renunciará a los aumentos y luchará contra los Illuminati. La verdad será descubierta.
4. Existe la posibilidad de no enviar ningún mensaje y autodestruir la instalación, asesinando a Jensen y a todos adentro. Así, la verdad no saldrá a la luz y la humanidad deberá encontrar la respuesta a los conflictos sociales por sí misma.

## Personajes
- Adam Jensen. Es el jefe de seguridad de Sarif Industries y protagonista del juego.
- David Sarif. Es el propietario de la compañía de biomecánica Sarif Industries.
- Megan Reed. Es la empleada importante de Sarif y la exnovia de Jensen.
- Francis 'Frank' Pritchard. Es el experto en computación y electrónica de Sarif Industries y ayudante de Jensen en sus operaciones.
- Faridah Malik. Piloto de Sarif por defecto del VTOL, helicóptero en el cual Jensen solía transportarse a las otras ciudades.

## Making-ofy posterior

### Temática
Human Revolution trata con la ética del transhumanismo, y lleva un importante mensaje sobre la humanidad abarcando más de lo que puede manejar. "La humanidad usa mejoras mecánicas", dijo el director Jean-Francois Dugas antes del lanzamiento del juego, "pero aún hay mucho más por determinar en términos de sus efectos en la sociedad y la dirección final en las que nos guiará". El mito griego de Dédalo e Ícaro aparece en los sueños de Adam Jensen como una alegoría de esta idea, y también un enlace con el juego original, ya que Dédalo e Ícaro eran los nombres de sendas inteligencias artificiales en dicho juego.
El desarrollo tecnológico es reflejado visualmente por una temática renacentista. Personajes que apoyan los avances en las mejoras humanas se visten y decoran sus hogares con una reinterpretación del estilo italiano posmedieval, y el juego en sí tiene una paleta de colores sepia reminescente de los manuscritos históricos. En contraste, personajes que se oponen a las mejoras llevan prendas más o menos contemporáneas.
Como en el Deus Ex original, las teorías conspiratorias y las megacorporaciones son parte importante del trasfondo pero no se conocen más detalles al respecto.

### Desarrollo
Deus Ex 3 fue anunciado el 17 de mayo de 2007, en una entrevista con Patrick Melchior, director de Eidos Francia, en el programa de televisión franco canadiense M. Net.
Un teaser inicial fue lanzado el 26 de noviembre de 2007, y algo más de un año después, la revista PC Zone realizó un primer análisis que detallaba algunas de las mecánicas y escenarios del juego, mostrando los primeros diseños y capturas de pantalla verídicos. Varias de las decisiones de diseño mencionadas, principalmente el cambio de botiquines a sistema de salud regenerativo, causó diversas críticas entre muchos fans del Deus Ex original.
En noviembre de 2009 se anunció que Square Enix publicaría el juego, y que las secuencias CGI serían creadas por su estudio japonés de audiovisuales dirigido por Goldtooth Creative en Canadá. Los resultados de esta asociación internacional fueron vistos por primera vez en el teaser mostrado en la conferencia de desarrolladores de videojuegos de 2010 en el que también se añadió el subtítulo de Human Revolution y la fecha de lanzamiento, retrasada hasta "principios de 2011". Dicho teaser fue extendido a un tráiler de tres minutos en el E3 de 2010. En dicho E3 también hubo un segundo análisis del juego, esta vez en la PC Gamer UK, que mostró capturas de pantalla del motor gráfico y detalles del sistema del juego.

### Recepción
Deus Ex: Human Revolution ha recibido excelentes críticas durante su estreno. PC Gamer UK le dio un porcentaje de 94%.Muchos críticos lo han considerado el Juego del Año 2011, incluso por encima de los premiados y alabados Batman: Arkham City y The Elder Scrolls V: Skyrim (este último ganador del premio).[cita requerida]

## Ediciones
Aparte de la edición normal, se puso a la venta también algunas ediciones limitadas de Human Revolution en la misma fecha de su lanzamiento original. En 2013 apareció la edición Director's Cut, que incluye todo el contenido adicional incorporado, más algunos extras:

### Deus Ex: Human Revolution - Augmented Edition
La "edición aumentada" viene presentada en un estuche exclusivo, e incorpora el juego, un segundo disco con el documental "Como se hizo", varios tráileres, la banda sonora del juego, y una misión exclusiva mediante descarga, "El rescate de Tong".

### Deus Ex: Human Revolution - Collector's Edition
La presentación y contenido de la edición coleccionista es idéntica a la anterior, pero incluye, además, una figura articulable de Adam Jensen, el protagonista.

### Deus Ex: Human Revolution - Director's Cut
Esta versión fue anunciada como exclusiva para la consola Wii U. Sin embargo, a los pocos meses de su anuncio, se confirmó que también aparecería para PlayStation 3, Xbox 360 y Microsoft Windows. La edición Director's Cut incluye lo siguiente:
- Vídeo-documental del "Como se hizo".
- Selector de idioma (inglés, francés, italiano, alemán, español y japonés).
- Audiocomentario del director y el equipo creativo del juego (solo en inglés)
- La versión de Wii U es compatible con la pantalla táctil, que se puede utilizar a modo de radar, menú y gestión de objetos. En las versiones de PS3, Xbox 360 y PC esta función también está disponible si el jugador posee una PS Vita (en PS3) o una Tableta (en Xbox 360 y PC), para utilizarlas del mismo modo.
- El contenido descargable El eslabón perdido está incluido gratis dentro del propio juego como parte de la historia principal, y no puede saltarse ni jugarse aparte.
- La misión descargable "El rescate de Tong" incluida de serie dentro de la historia principal.
- Ligeras mejoras gráficas.
- Modificaciones en los combates contra los jefes finales, para hacerlos más accesibles.

## Secuela
En abril de 2015, el sitio web Kanobu y la revista Game Informer confirmaron la secuela de Human Revolution, titulada Deus Ex: Mankind Divided. Su fecha de lanzamiento fue el 23 de agosto de 2016 para PlayStation 4, Xbox One y Microsoft Windows. El título esta ambientado dos años después de los sucesos de Human Revolution y el protagonista vuelve a ser Adam Jensen.